# 李勇善
李 勇善（リ・ヨンソン、朝鮮語: 리용선、1953年9月13日 - ）は、朝鮮民主主義人民共和国の政治家。商業相、朝鮮ボクシング協会委員長などを歴任した。

## 経歴
1953年生まれ。出身地は不明。1998年7月に最高人民会議第10期代議員に選出され、8月に政務院傘下の商業部長に任命された。同年9月5日に開催された最高人民会議第10期第1次会議で商業相に任命された。2003年には最高人民会議第11期代議員に再選され、9月3日に開かれた最高人民会議第11期第1回会議で商業相に再任された。2004年11月から朝鮮ボクシング協会委員長を兼任。2006年に解任されたが、2007年10月に再任された。2008年5月以降に商業相を解任された。

## 参考サイト
- 북한정보포털

| 先代新設 | 商業相1998年 - 2008年 | 次代金奉哲 |

| 先代任正尚 | 商業部長1998年 | 次代改編 |